# Parhippopsicon truncatipenne
Parhippopsicon truncatipenne là một loài bọ cánh cứng trong họ Cerambycidae.